# تونل اویت
تونل اُویت (ترکی استانبولی: Ovit Tüneli) تونل بزرگراهی در کوه اویت بین ایکیزدره، استان ریزه و ایسپیر، استان ارزروم در شمال‌شرقی ترکیه است. با درازای ۱۴۳۶۴ متر (مچموع هر دو تونل و شامل تونل ۱۳۶۹ متری برش و پوشش بهمن)، دومین تونل طولانی ترکیه پس از تونل زیگانا است.     
این تونل به منظور اتصال ارزروم به ریزه و ایجاد دسترسی شرق آناتولی به دریای سیاه ساخته شد. اولین پروژه برای این هدف در ۱۸۸۰ میلادی و زمان امپراتوری عثمانی پیشنهاد شد بدون اینکه به مرحله اجرا برسد.
کلنگ ساخت تونل اویت و راه‌های ارتباطی آن در ۱۲ می ۲۰۱۲ با حضور نخست‌وزیر رجب طیب اردوغان زده شد.  قرار بود که تونل در ۲۰۱۵ به روی ترافیک باز شود،  اما بعداً تاریخ گشایش آن سال ۲۰۱۸ تعیین شد.  تونل اویت هفتمین تونل طولانی بزرگراه جهان است. این تونل در ۱۳ ژوئن ۲۰۱۸ توسط اردوغان گشوده شد.